# Dobbeltbekkasin
|  | Må ikke forveksles med tredækker, der hedder »dobbeltbekkasin« på norsk og »dubbelbeckasin« på svensk. |
Dobbeltbekkasinen (Gallinago gallinago) er en vadefugl med et karakteristisk langt næb. Den måler ca. 26 cm i længden, heraf det 7 cm lange næb. Vingefanget er ca. 46 cm. Fuglen yngler i moser og sumpede engområder i det nordlige Europa og Rusland. I Danmark er den en ret almindelig ynglefugl og meget almindelig som trækgæst. Dobbeltbekkasinen er som de øvrige bekkasiner godt camoufleret med sin brune fjerdragt med gullige striber og mørke pletter. 

## Udbredelse og underarter
Arten er udbredt i Europa og Asien, i Europa især mod nord og øst, med de størst bestande i Rusland, Nordskandinavien og især Island. Den yngler ret almindeligt i Danmark, især i det nordvestlige Jylland. Hver sensommer besøges Danmark af formentlig en million trækgæster nordfra, der fælder fjerdragten og om efteråret tager videre sydpå, for at overvintre i Vesteuropa. De sibiriske ynglefugle overvintrer i Afrika syd for Sahara.
Udover den i Danmark almindelige nominatform Gallinago gallinago gallinago, findes på Island og Færøerne samt på Orkney- og Shetlandsøerne underarten Gallinago gallinago faeroeensis.

## Navne
Dobbeltbekkasinen kaldes lokalt også horsegøg og himmelged.
I Johannes V. Jensens roman Kongens Fald optræder navnet horsgumren.
På norsk og svensk hedder dobbeltbekkasinen enkeltbekkasin, hhv. enkelbeckasin, mens den fugl, som på dansk hedder tredækker, på norsk og svensk kaldes dobbeltbekkasin, hhv. dubbelbeckasin.

## Levevis

### Stemme og instrumental lyd
Når dobbeltbekkasinen skræmmes op (den trykker hårdt), udstøder den en lyd, der kan gengives som "ætsch". Den flyver i siksak og stiger højt op og lander først igen langt væk fra opflyvningsstedet, hvilket adskiller den fra enkeltbekkasinen. Fra siddende fugle kan høres et karakteristisk taktfast tik-a, tik-a, tik-a. Som en del af territoriehævdningen kan man i april og maj høre en brummende lyd fra dobbeltbekkasinen, når den flyver højt over territoriet. Lyden stammer fra fuglens vibrerende halefjer, når den lader sig falde skråt nedad. Denne adfærd foregår især i skumringen.

### Yngleadfærd
Når bekkasinen er 1-2 år gammel, danner den for første gang par. Reden, der blot er en fordybning foret med strå, placeres ofte under en tue. Fra midten af april lægges fire æg, som hunnen udruger i løbet af 18-20 dage. Ungerne forlader straks reden efter klækningen. Hannen og hunnen deler ungerne mellem sig og fodrer dem i de første dage. De er flyvefærdige efter 19-20 dage. I løbet af en sæson kan der forekomme to kuld. Ved næste sæson kan parret mødes igen på samme territorium og få unger.

### Føde
Dobbeltbekkasinen lever hovedsageligt af insekter og regnorme, som den fanger ved at bore sit lange næb ned i mudder eller anden fugtig bund.